# Ignaz Engelberger
 (octobre 2018).
Si vous disposez d'ouvrages ou d'articles de référence ou si vous connaissez des sites web de qualité traitant du thème abordé ici, merci de compléter l'article en donnant les références utiles à sa vérifiabilité et en les liant à la section « Notes et références ».
Ignaz Engelberger (né le 31 juillet 1750 à Rheinfelden, mort le 16 novembre 1812 à Fribourg-en-Brisgau) est le dernier syndic du Landstände de Brisgau.

## Biographie
Après son doctorat, Engelberger devient secrétaire du Landstände.
Partisan du joséphisme, il défend les idées de la Révolution française. Mais face à la violence, il s'en détourne et se montre patriote de l'Autriche. Pendant l'occupation française en 1796, de nombreux fonctionnaires, dont le syndic Baumann, fuient. Engelberger reste et tente une conciliation avec les Français. Quand Baumann revient en juin 1797, Engelberger est soutenu comme syndic par la noblesse et le Tiers état ; les prélats qui s'opposaient dans un premier temps le soutiennent ensuite.
Après le traité de Lunéville en 1801, lorsque le Brisgau revient à Ferdinand d'Autriche-Este, Engelberger essaie avec l'abbé de Saint-Blaise Berthold Rottler et le gouverneur autrichien Joseph Thaddäus von Sumerau de protéger les biens des monastères et les domaines de l'influence de la cour de Vienne. Engelberger refuse d'accéder à la noblesse. À l'été 1803, Engelberger demande au nom du Landstände à la Diète fédérale de libérer les possessions du couvent de Säckingen.
Lors de la prise de contrôle du gouvernement par Hermann von Greiffenegg, soutenu par Ferdinand d'Autriche-Este, l'indépendance des institutions du Landstände est limitée. Engelberger s'oppose avec véhémence à ce changement. Il participera cependant à l'intégration dans l'Électorat de Bade.

## Franc-maçonnerie
Ignaz  ngelberger devient en 1786 membre de la loge maçonnique Zur edlen Aussicht, où il est de 1789 à 1790 puis 1810 à 1812 vénérable maître. Il tient une correspondance avec Johann Georg Jacobi[réf. souhaitée].